# James Rowson
James Frank Rowson (né le 12 septembre 1976 à Mount Vernon, New York, États-Unis) est un instructeur de baseball. Il est l'actuel instructeur des frappeurs des Cubs de Chicago de la Ligue majeure de baseball.

## Carrière de joueur
James Rowson, un joueur de champ extérieur qui frappe et lance de la droite, est un choix de neuvième ronde des Mariners de Seattle de la Ligue majeure de baseball en 1994. Il joue en ligues mineures avec des clubs-écoles des Mariners en 1995 et 1996, puis des Yankees de New York en 1997, sans cependant atteindre le niveau majeur.
Le 12 juin 2012, Rowson est nommé instructeur des frappeurs des Cubs de Chicago de la Ligue majeure de baseball, succédant à Rudy Jaramillo.